# Laurent Cugny

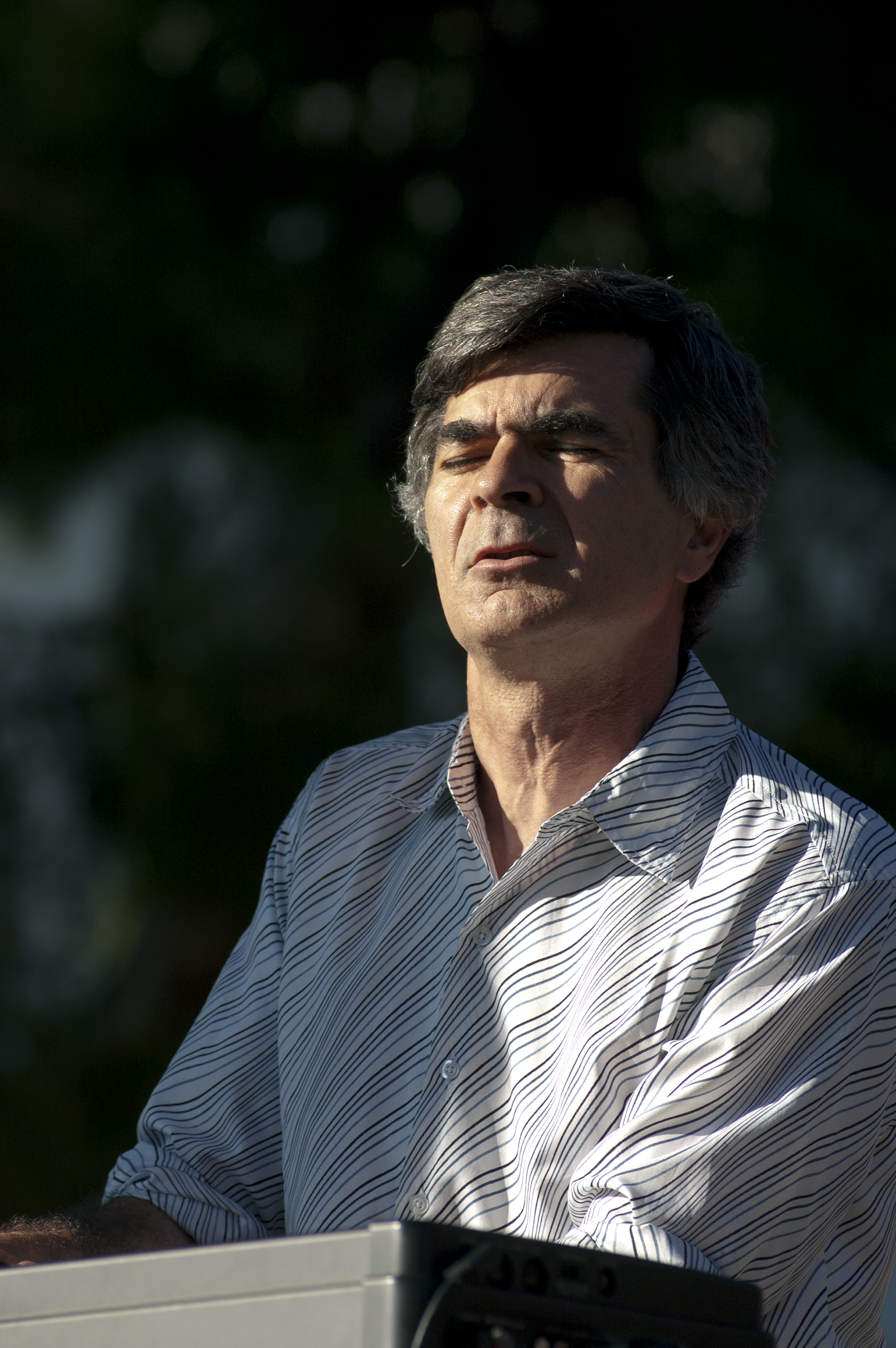
Laurent Cugny (2011)

Laurent Cugny (* 14. April 1955 in La Garenne-Colombes) ist ein französischer Jazzmusiker (Pianist, Bigband-Leiter, Komponist, Arrangeur), Jazzkritiker und Jazzwissenschaftler.

## Leben und Wirken
Cugny begann mit zehn Jahren Klavierunterricht zu nehmen. 1977 machte er einen Abschluss in Wirtschaftswissenschaften an der Universität Paris, gefolgt von einem Abschluss (D.E.A.) in Filmwissenschaften 1978. 1981 bis 1991 war er Professor für Klavier und Arrangement am Centre d’Informations Musicale in Paris. Ab 2000 unterrichtet er an der Sorbonne, wo er 2001 in Musikwissenschaften (über Methoden der Jazzanalyse) promovierte. Ab 1994 war er auch als Jazzkritiker tätig z. B. in „Jazz Magazine“, „Jazzman“, „Les Cahiers du Jazz“, „La Revue d’Analyse Musicale“. Zusätzlich schreibt er Filmkritiken z. B. für „Cinematographe“, wo er 1977/8 als Journalist war.
Als Jazzmusiker gründete er 1979 die Bigband Lumière und nahm mit ihr und dem von ihm 1994 bis 1997 geleiteten Orchestre National de Jazz (ONJ) ab den 1980er Jahren mehrere Alben auf. 1987 spielte er mit Gil Evans und nahm mit ihm und seiner Bigband Lumière auf. Mit seiner Band Lumière gewann er 1980 den 1. Preis beim „Concours National de jazz de la Défense“, sowie einen Preis für Komposition. 1992 nahm er mit der Big Band Lumière das Album Dromesko für Emarcy auf.
1997 gründete er das Maison du Jazz in Paris, ein Jazz-Kulturzentrum, an dem Kurse, Seminare, Konzerte gegeben werden und Ausstellungen stattfinden. Er ist heute künstlerischer Leiter dieses Zentrums.

## Auszeichnungen
1997 erhielt er den französischen Django d’Or für das beste Orchester (ONJ), 2001 für die Gründung des Maison du Jazz in Paris und 1994 für seine Biographie über Miles Davis, für das er auch mit dem Prix Charles Delaunay ausgezeichnet wurde. 1989 erhielt er den „Prix Django Reinhardt“ der „Académie du Jazz“ und 1996 den Prix Boris Vian der Akadémie für sein Album „Reminiscing“ (mit seiner Bigband Lumière). 2011 wurde Cugnys Album La Tectonique des Nuages (Signature/Harmonia Mundi) mit dem Grand Prix de l’Académie du Jazz als Bestes Album des Jahres ausgezeichnet.

## Bücher von Cugny
- Electrique, Miles Davis 1968-1975, 1994
- Las Vegas Tango - Une Vie de Gil Evans, 1991 (er hat auch eine Webseite zu Gil Evans: )
- Une histoire du jazz en France, 2014